# Museo de Ciencia y Tecnología (Chile)
El Museo de Ciencia y Tecnología (Mucytec) está ubicado en el Parque Quinta Normal en la ciudad de Santiago, Chile. Es administrado por la Corporación Privada para la Divulgación de la Ciencia y Tecnología. Su misión es complementar y fortalecer la enseñanza de la ciencia en Chile y ser una alternativa de educación permanente para todos aquellos que no tienen posibilidades de acceso a la información científica y técnica. Inaugurado en 1985, fue el primer museo interactivo del país.

## Partenón
Es el edificio del museo. Fue inaugurado en 1885, con su frontis diseñado como un templo griego de orden dórico y mandado a construir por la Unión Artística, sociedad fundada por Pedro Lira y Luis Dávila, para poseer un palacio dedicado exclusivamente y de forma permanente a las muestras de pintura y escultura. Desde 1887 hasta 1910 albergó al Museo Nacional de Bellas Artes. Desde 1947 hasta 1974 albergó al Museo de Arte Contemporáneo de Santiago. Desde 1985 hasta hoy alberga al Museo de Ciencia y Tecnología.